# Angelina Peláez
Angelina Peláez (23 de julio de 1944, Ciudad de México) es una primera actriz mexicana de cine y televisión.

## Biografía
La Maestra Angelina Peláez es egresada del INBA, con estudios posteriores de Letras Españolas en la UNAM. Se perfeccionó con el maestro Héctor Mendoza. Desde 1976 se desempeña como docente en la Centro Universitario de Teatro (CUT) y la Facultad de Teatro de la Universidad Veracruzana, también da clases en el CEA de Televisa y en la Escuela Nacional de Arte Teatral de INBA.
Con una trayectoria de 42 años, Angelina ha participado en películas como Entre Pancho Villa y una mujer desnuda, Hombre en llamas, Mezcal, La misma luna y Cinco días sin Nora. Por esta última ganó el premio Ariel a la mejor Co-actuación femenina. También ha desarrollado una impecable carrera en televisión, participando en telenovelas como: Alondra, María Isabel, Ramona, El manantial, En nombre del amor y Amor de nadie con Lucía Méndez.

## Filmografía

### Cine
- ¡Que viva México! (2023) .... Abuela[1]
- Presencias (2021) .... María[2]
- Tamara y la catarina (2016) .... Doña Meche
- M.A.M.Ó.N. (2016, cortometraje) .... Abuela
- La vida precoz y breve de Sabina Rivas (2012) .... Doña Lita
- El infierno (2010) .... Mamá García
- Pentimento (2009)
- Cinco días sin Nora (2008) .... Fabiana
- Desierto adentro (2008) .... Abuela Elvira
- La misma luna (2007) .... Benita Reyes
- Mezcal (2006) .... Natividad
- Un mundo maravilloso (2006) .... Mari
- Man on Fire (Hombre en llamas o El fuego de la venganza) (2004) .... Hermana Anna
- Los no invitados (2003) .... Doña Isabel
- Casa de los Babys (2003) .... Doña Mercedes
- El milagro (2003)
- La partida (2003)
- La mexicana (2001) .... Madre
- Por si no te vuelvo a ver (2000) .... Diana
- Pilgrim (2000) .... Camarera
- El guardadito (2000)
- El evangelio de las maravillas (1998) .... Elodia
- Los enemigos (1996)
- El amor de tu vida S.A. (1996) .... Trabajadora social
- Entre Pancho Villa y una mujer desnuda (1996) .... Mamá de Pancho Villa
- Grandulón (1996)
- En el aire (1995) .... Directora de la escuela
- La casa del abuelo (1995)
- Mi querido Tom Mix (1992) .... Clara
- La generala (1970) .... Sirvienta del Burdel
- Las visitaciones del diablo (1968) .... Egas Ramírez

### Televisión
- El Bienamado (2017)[3]
- La rosa de Guadalupe (2008 - 2017)
  - Mi hija vive - Paquita (2008)
  - La cruda  - Benita (2009)
  - Demasiado pronto - Celia (2010)
  - Siempre hay una puerta - Rebeca (2011)
  - Más cerca de Dios - Leonor (2013)
- Yo no creo en los hombres (2015)..... La Abuela
- El color de la pasión (2014)..... Rafaela Osuna
- Un refugio para el amor (2012)..... Sabina
- Llena de amor (2010) .... Mamá Dolores
- En nombre del amor (2008 - 2009) .... Arcadia Ortiz
- Mujeres asesinas (2008) (Episodio Margarita Ponzoñosa) .... Carolina Oropeza
- Peregrina (2005) .... Lazara
- El manantial (2001) .... Altagracia Herrera de Osuna
- Ramona (2000) .... Martha Canito
- La usurpadora (1998) .... Ricarda
- Pueblo chico, infierno grande (1997) .... Maclovia †
- María Isabel (1997) .... Micaela
- Alondra (1995) .... Librada
- Mujer, casos de la vida real (1994 - 2005)
  - Mala Cosecha - Paquita (2001)
- Los parientes pobres (1993) .... Zeferina
- Amor de nadie (1990) .... Chana
- La hora marcada (1990) .... Romana
- Simplemente María (1989 - 1990) .... Yanile "La Prieta"
- Mi segunda madre (1989) .... Arcelia
- La casa al final de la calle (1989)
- El pecado de Oyuki (1988) .... Keiko
- Juventud, divino tesoro (1968) .... Ifigenia
- Pueblo sin esperanza (1968)

## Teatro
- Una vez más, por favor
- La puerta negra
- DeSazón
- Pequeñas certezas
- Tirano Banderas
- Albertina en cinco tiempos
- La Rosa
- Arcadia enda
- Stabat mater

## Premios y nominaciones

### Premios Ariel
| Año  | Categoría                   | Película                               | Resultado |
| ---- | --------------------------- | -------------------------------------- | --------- |
| 2018 | Mejor actriz                | Tamara y la catarina                   | Nominada  |
| 2010 | Mejor co-actuación femenina | Cinco días sin Nora                    | Ganadora  |
| 1998 | Mejor co-actuación femenina | Por si no te vuelvo a ver              | Nominada  |
| 2013 | Mejor co-actuación femenina | La vida precoz y breve de Sabina Rivas | Ganadora  |